# Gonzaga Stadion
A Gonzaga Stadion a Gonzaga Bulldogs amerikaifutball-csapatának otthona volt a Washington állambeli Spokane-ben. Helyén ma a Foley Központi Könyvtár található.
Az 1913-ban átadott futballpálya lelátóin 2000 fő foglalhatott helyet. Az első mérkőzést az Idaho Vandals ellen játszották. Az öt hónapig tartó munkálatokat követően 1922-ben megnyitott új stadionban már tízezer néző fért el. Az 580 méteres tengerszint feletti magasságon elhelyezkedő stadionban 1931-ben építették ki a világítást. A második világháború miatt a mérkőzések szüneteltek; mivel pénzügyi nehézségek miatt az amerikaifutball-csapat soha többé nem játszott, a lelátókat 1949-ben elbontották.
Egy időben középiskolai mérkőzéseket is rendeztek itt, azonban a létesítményt a város vezetése 1947-ben műszakilag nem megfelelőnek találta.

## Fordítás
- Ez a szócikk részben vagy egészben  a   Gonzaga Stadium című angol Wikipédia-szócikk ezen változatának fordításán alapul.  Az eredeti cikk szerkesztőit annak laptörténete sorolja fel. Ez a jelzés csupán a megfogalmazás eredetét és a szerzői jogokat jelzi, nem szolgál a cikkben szereplő információk forrásmegjelöléseként.